# (9537) Nolan
(9537) Nolan (1982 BM) – planetoida z pasa głównego asteroid okrążająca Słońce w ciągu 4,44 lat w średniej odległości 2,7 j.a. Odkryta 18 stycznia 1982 roku.